# Стинавська сільська рада
Стинавська сільська рада — орган місцевого самоврядування у Стрийському районі Львівської області. Адміністративний центр — село Верхня Стинава.

## Загальні відомості
Водоймища на території, підпорядкованій даній раді: річка Стинавка.

## Населені пункти
Сільській раді підпорядковані населені пункти:
- с. Верхня Стинава

## Склад ради
Рада складається з 16 депутатів та голови.

### Керівний склад попередніх скликань
| ПІБ                       | Основні відомості                                                             | Дата обрання | Дата звільнення |
| ------------------------- | ----------------------------------------------------------------------------- | ------------ | --------------- |
| Цихуляк Василь Романаович | Сільський голова, 1961 року народження                                        | 26.03.2006   | 31.10.2010      |
| Василик Ігор Васильович   | Сільський голова, 1964 року народження, освіта незакінчена вища, безпартійний | 31.10.2010   |                 |

Примітка: таблиця складена за даними джерела